# Le Jardin de pierres
Pour l’article homonyme, voir Jardins de pierre.
Pour plus de détails, voir Fiche technique et Distribution.
Le Jardin de pierres (en persan : باغ سنگی, Bāgh-e sangi) est un film documentaire iranien réalisé par Parviz Kimiavi datant de 1976. Le film obtient l'ours d'argent, lors de la Berlinale 1976.
Le film a fait l'objet d'une suite en 2004, intitulée Le Vieil Homme et son jardin de pierres.

## Synopsis
Dans le désert iranien près de Sirjan, dans la province de Kerman, vit Dervish Khan Esfandiarpour, un berger sourd et muet. Illuminé par une vision mystique, il se met un jour à construire un jardin composé d’arbres morts auxquels il accroche des pierres percées retenues à l'aide de câbles téléphoniques. Son travail absurde attise la curiosité de nombreux villageois et certains le prennent pour une sorte de prophète.

## Fiche technique
- Titre original en persan : باغ سنگی (Bāgh-e sangi)
- Titre français : Le Jardin de pierres
- Réalisation : Parviz Kimiavi
- Scénario : Parviz Kimiavi
- Photo : Feraydoun Ghovanlov
- Musique : Manuchehr Riahi
- Société de production : Télévision nationale iranienne
- Pays d’origine : Iran
- Genre : Documentaire
- Date de sortie : 1976

## Distribution
- Darvich Khan Esfandiarpour : lui-même
- Hossein Esfandiarpour  : lui-même
- Mahrokh Shahsavari : elle-même
- Asadollah Mehdipour : lui-même

## Récompenses
- Ours d'argent, lors de la Berlinale 1976.